# Schoenobryum paraguense
Schoenobryum paraguense là một loài Rêu trong họ Cryphaeaceae. Loài này được (Besch.) Manuel miêu tả khoa học đầu tiên năm 1977.